# Terry Britten
Terence Ernest Britten, född 17 juli 1947 i Manchester, England, är en engelsk-australisk skivproducent och låtskrivare.